# D. Z. Phillips
Dewi Zephaniah Phillips (24 de noviembre de 1934 – 25 de julio de 2006), conocido como D. Z. Phillips, Dewi Z, o simplemente DZ, fue un destacado impulsor de la filosofía de la religión de Wittgenstein y tuvo una extensa carrera académica que abarcó cinco décadas. Al momento de su muerte, ocupaba la Danforth Chair de filosofía de la religión en la Claremont Graduate University, California y era Profesor Emérito de filosofía en la Universidad Swansea (antiguamente la Universidad de Gales, Swansea y el University College, Swansea).

## Trabajos publicados
Aunque es probable que D. Z. Phillips fuera más conocido por sus trabajos sobre filosofía de la religión, él también publicó artículos sobre ética, filosofía y literatura, Ludwig Wittgenstein y publicaciones en lengua galesa sobre literatura galesa. Fue editor del journal Philosophical Investigations (Blackwells) y de la Swansea Series in Philosophy (Palgrave), como también de las series sobre Claremont Studies in the Philosophy of Religion and Wittgensteinian Studies. Obras selectas:
- Athronyddu Am Grefydd (Filosofando sobre la religión)
- Belief, Change and Forms of Life
- Concept of Prayer, The
- Death and Immortality
- Dramâu Gwenlyn Parry
- Faith after Foundationalism
- Faith and Philosophical Enquiry
- From Fantasy to Faith
- Interventions in Ethics
- Introducing Philosophy: The Challenge of Scepticism
- Kant and Kierkegaard on Religion (coeditado con Timothy Tessin)
- Moral Practices (con H O Mounce)
- Philosophy's Cool Place
- Problem of Evil and the Problem of God, On the
- Recovering Religious Concepts
- Religion and Friendly Fire
- Religion and Hume's Legacy (coeditado con Timothy Tessin)
- Religion and the Hermeneutics of Contemplation
- Religion without Explanation
- R.S. Thomas: Poet of the Hidden God
- Sense and Delusion (con Ilham Dilman)
- Through a Darkening Glass
- Wittgenstein and Religion
- Wittgensteinian Fideism? (Coescrito con Kai Nielsen)